# Bataille de Tall Rifaat (avril 2016)
Pour les articles homonymes, voir Bataille de Tall Rifaat.
Guerre civile syrienne
Batailles
La bataille de Tall Rifaat du 27 avril 2016 eut lieu pendant la guerre civile syrienne. 

## Déroulement
Le 27 avril 2016, les rebelles basés à Azaz et Marea lancent une offensive pour reprendre la ville de Tall Rifaat, prise par les Kurdes des YPG et leurs alliés le 15 février. L'attaque est menée par Ahrar al-Cham et des groupes du Front du Levant et de l'Armée syrienne libre. Les combats ont lieu aux abords de Tall Rifaat, à Ain Daqna, al-Burad, et sur la colline d'al-Bailouniya,. Mais après plusieurs heures de combat, l'offensive est mise et échec et les rebelles sont repoussés.

## Pertes
Selon l'Observatoire syrien des droits de l'homme, les pertes sont d'au moins 53 morts du côté des rebelles tandis que 11 combattants des Forces démocratiques syriennes sont tués. Dans un communiqué, les YPG estiment de leur côté à 88 le nombre de « membres de gangs » tués et précisent détenir les corps de 66 d'entre eux. Après les combats les YPG paradent dans les rues d'Afrine avec les cadavres d'une cinquantaine de rebelles, présentés comme des membres du groupe Ahrar al-Cham, entassés sur un camion remorqueur.